# Brighton-koffermoorden

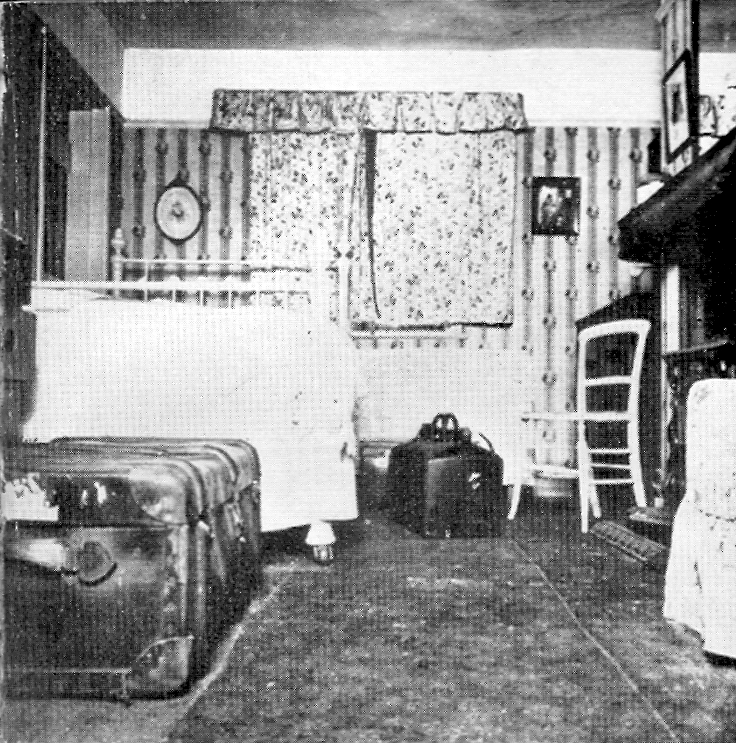
De koffer van Mancini (links)

De Brighton-koffermoorden was een moordzaak uit de jaren 30 van de 20e eeuw. Officieel is de zaak nooit opgelost, maar er bestonden serieuze verdenkingen.
Op 17 juni 1934 vond de politie het onthoofde en verminkte lichaam van een vrouw in een koffer op het treinstation van Brighton. Volgens het reçu was de koffer daar elf dagen tevoren afgegeven. Tijdens een uitgebreid onderzoek onder de inwoners van Brighton, werd de 26-jarige ober Tony Mancini (die eigenlijk Cecil England heette) aangehouden. Na het verhoor ontvluchtte hij de stad, waarop de politie zijn appartement doorzocht. Daar vond men het in staat van ontbinding verkerende lichaam van de 42-jarige Violette Kaye, de minnares van Mancini. Op 17 juli werd Mancini gearresteerd. Hij werd verdedigd door de advocaat Norman Birkett, die hem vrij wist te krijgen. De jury kwam tot de conclusie dat Violette Kaye een natuurlijke dood gestorven was, waarna Mancini in paniek was geraakt en het lichaam in een (andere) koffer verborg.
De identiteit van het lichaam dat op het station in Brighton werd gevonden is nooit achterhaald. De zaak blijft onopgelost.

## Naslagwerk
- J.H.H. Gaute en Robin Odell, Beruchte Moordzaken, 1996, Harrap Books, Londen